# إلين كوليدغ بيرك
إلين كوليدغ بيرك (بالإنجليزية: Ellen Coolidge Burke)‏ هي أمينة مكتبة أمريكية، ولدت في 10 مايو 1901 في الإسكندرية في الولايات المتحدة، وتوفي بنفس المكان في 29 ديسمبر 1975.